# ایی-۶۸۰۱
ایی-۶۸۰۱ (به انگلیسی: E-6801) با فرمول شیمیایی C۱۷H۱۸ClN۵O۲S۲ یک ترکیب شیمیایی است. که جرم مولی آن ۴۲۳٫۹۴ g/mol می‌باشد. 